# La congiura degli innocenti
La congiura degli innocenti (The Trouble with Harry) è un film del 1955 diretto da Alfred Hitchcock in Technicolor, un esempio di umorismo nero ispirato al romanzo omonimo di Jack Trevor Story del 1950.
Segna l'esordio di Shirley MacLaine ed è la prima pellicola del regista con la colonna sonora di Bernard Herrmann.

## Trama
Gli strambi abitanti del piccolo borgo di Highwater, nel Vermont, devono fare i conti con il fresco ritrovamento del cadavere di Harry Worp, che è apparso nella collina che sovrasta il paese. Cosa farne del corpo, e cercare di architettare come e perché Harry è stato ucciso costituisce la "congiura degli innocenti".
Tre dei personaggi principali del film credono in cuor loro di aver ucciso Harry. L'anziano Capitano Wiles è sicuro di averlo ammazzato per errore con uno sparo del suo fucile mentre era a caccia; la sbarazzina Jennifer Rogers, ossia la moglie di Harry e madre del piccolo Johnny, crede che sia morto dopo averlo colpito con una bottiglia di latte una volta che lui era riuscito a rintracciarla; una zitella di mezza età, la signorina Gravely, pensa che l'uomo sia morto a causa di un colpo inferto col tacco delle sue scarpe da trekking per difendersi dopo che questi, confuso e barcollante per il colpo ricevuto da Jennifer, l'aveva aggredita e trascinata in un cespuglio scambiandola appunto per la moglie.
Sam Marlowe, un giovane artista stravagante e di mente aperta riguardo all'evento, è disposto ad aiutare i suoi amici e i vicini, visto che nessuno è rimasto sconvolto dalla morte di Harry, in particolare la moglie Jennifer. La giovane donna infatti non si sorprende affatto del capitano Wiles e di Miss Gravely che sono convinti di averlo ucciso accidentalmente, al contrario quasi ne è contenta. Motivo di tanta indifferenza e del suo risentimento verso l'uomo sta nel fatto che Jennifer, vedova del primo marito ossia il padre di Johnny, qualche anno prima si era risposata con Harry che ne era il fratello e, la seconda notte di nozze durante la luna di miele, il neo-marito se n'era improvvisamente andato dall'albergo per poi far ritorno il mattino seguente. Jennifer si rese conto che, grazie anche ad una rivista dell'oroscopo da lui acquistata poco prima, l'uomo non se la sentiva di avere rapporti intimi con lei e fu così che, molto delusa, decise di lasciarlo immediatamente e troncare per sempre ogni rapporto con lui. Harry infatti aveva sposato Jennifer non per amore, ma solo per una questione di potere, approfittando anche del fatto che la giovane donna era in attesa di Johnny.
Nessuno dei personaggi principali vuole che il corpo venga ritrovato dall'autorità, che nel paese è impersonata dal freddo e serioso Vicesceriffo Calvin Wiggs, che si guadagna da vivere lavorando a cottimo; dapprima, nascondono il cadavere sotterrandolo e poi lo tirano fuori dal terreno in varie occasioni. L'ultima volta lo nascondono in una vasca da bagno.
Alla fine, grazie alla perizia del medico del villaggio, viene stabilito che Harry è morto per un infarto, senza che sia stato commesso alcun crimine. Nel frattempo Sam e Jennifer si innamorano, così come il Capitano e la signora Gravely. Sam riesce a vendere i suoi dipinti a un milionario di passaggio. L'artista si rifiuta di accettare soldi e invece chiede semplici regali per i suoi amici e per sé stesso.

## Produzione
Il film venne prodotto e distribuito dalla Paramount Pictures e da Alfred Hitchcock. La casa produttrice, dopo i successi di La finestra sul cortile e Caccia al ladro, lasciò carta bianca al regista, approvando un budget da un milione di dollari.

### Soggetto
Il soggetto è tratto da un breve romanzo inglese, comico-grottesco, di Jack Trevor Story che piacque al regista "per il suo umorismo molto ricco", come lui stesso racconta a Truffaut.

### Sceneggiatura
Dopo aver letto il romanzo nel 1950, quando era stato pubblicato in Inghilterra e negli Stati Uniti, il regista, prima di andare in Francia per girare Caccia al ladro lo affidò a John Michael Hayes perché lo adattasse e nel mese di agosto il copione era pronto. Herman Citron, uno dei suoi agenti, senza citare il nome di Hitchcock, negoziò l'acquisto dei diritti per 11.000 dollari.

### Riprese
Il film fu girato nel Vermont, a Barre e a Craftsbury Common fra l'ottobre e il dicembre del 1954.

### Colonna sonora

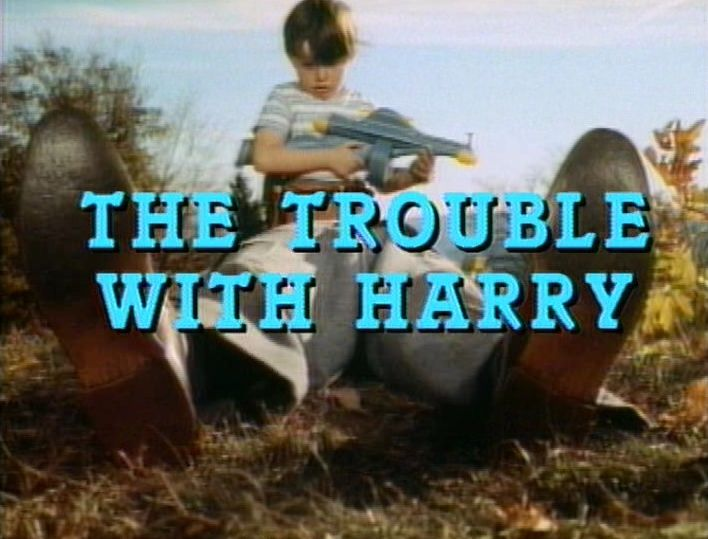
Un fotogramma del trailer

La colonna sonora fu composta dal maestro Bernard Herrmann. Il film sancisce l'inizio del sodalizio artistico Herrmann-Hitchcock. La colonna sonora è ampia, dotata di forte tematismo che ricorre con la tecnica delle variazioni, distinguendo almeno quaranta brani. Nel film è presente anche il brano Flaggin' the Train to Tuscaloosa, composta da Raymond Scott su testo di Mack David, canticchiata dal personaggio di Sam Marlowe.
Secondo un commento di Roberto Pugliese su Cinema & Cinema, per rendere il grottesco distacco dei protagonisti davanti al cadavere, la partitura «...lavora soprattutto sui timbri e sui ritmi: spezzetta continuamente i decorsi musicali, fa intraudire goffi accenni bandistici, usa legni e ottoni per prokofieviano sarcasmo, apre inaspettatamente parentesi liriche, accavalla i materiali musicali gli uni sugli altri in un preordinato caos (nel quale rientra anche la canzone Flaggin the Train to Tuscaloosa di Raymond Scott) e giunge molto vicino a quel rinnegamento della tonalità che a Hollywood non era certamente praticabile»

## Accoglienza

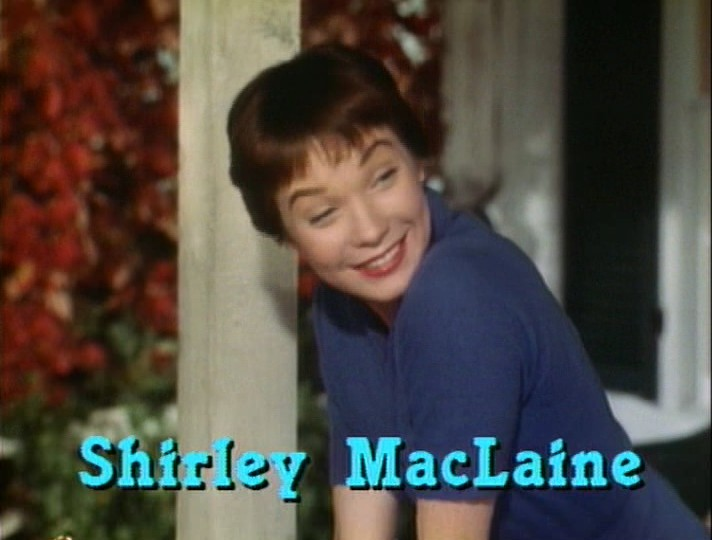
Shirley MacLaine nel trailer

Il film fece un completo fiasco negli Stati Uniti dove la Paramount non era in grado di presentarlo nel modo dovuto; andò piuttosto bene in Inghilterra e in Francia dove il pubblico aveva un senso dello humour abbastanza bizzarro per trovarlo divertente. Come spesso è accaduto per i film di Hitchcock, ha costantemente acquistato reputazione col passare degli anni.
Truffaut racconta che a Parigi era uscito in una piccola sala dei Champs-Elysées dove doveva tentare la sua sorte una settimana o due e fece il tutto esaurito per sei mesi.

### Critica
- «Il film si presenta come la più totale, assoluta operazione di MacGuffin... Film splendido anche dal punto di vista del colore, carpito all'inarrivabile paesaggio autunnale del Vermont.»[7]
- «Scabrosa e ai limiti dell'assurdo, l'avventura de La congiura degli innocenti è una piccola-grande riflessione sull'intrigo "compresso" negli accadimenti familiari e quotidiani e che i serials televisivi faranno lievitare a "concezione del mondo". Un mondo di violazioni e trasgressioni beffarde.»[8]
- «In questa pellicola Hitchcock non soltanto coltiva quell'understatement a lui tanto caro, ma ci mostra inequivocabilmente che la morte può essere solo un'irruzione, o meglio, che essa è tutto quello che la prepara, e che, quando avviene, diventa scomoda, estranea, un oggetto che mina radicalmente l'ordine del mondo, un fardello che siamo costretti a trascinarci dietro come il povero Harry e che cancella ogni normalità.»[9]

## Analisi

### L'intento di Hitchcock
«Questo film rispondeva al mio desiderio di stabilire un contrasto, di lottare contro la tradizione, contro gli stereotipi. Ne La congiura degli innocenti tolgo il melodramma dalla notte buia per portarlo alla luce del giorno.»
Hitchcock definiva La congiura degli innocenti «... il più inglese dei suoi film americani» e infatti esso è pieno di un curioso, impassibile humour inglese su argomenti che altri popoli pare prendano molto sul serio, come per esempio la morte.

### Riferimenti letterari
L'umorismo di questo film è comparabile a quello di Jonathan Swift, Thomas de Quincey, Mark Twain.
Secondo Rohmer e Chabrol «...il bambino del film, per il quale "oggi è domani perché ieri era oggi e domani sarà ieri" è l'emulo di quel personaggio dell'umorista americano che non si ricorda più tanto bene se, quella tale volta, fosse stato lui o il fratello gemello ad annegare nella vasca da bagno».

### Tematiche
- Ambiguità e gioco delle apparenze

La vittima anziché suscitare pietà per la presunta morte violenta, è descritta come un gaglioffo, un cattivo padre, un pessimo marito. Nessuno lo rimpiange e tutti si preoccupano di farlo sparire, per non dovere in qualche modo rispondere della sua morte.
Il regista sovverte ogni comportamento logico, le aspettative tradizionali.
- Innocenza e Colpevolezza

Il tema del transfert è spinto fino all'assurdo: i personaggi sono innocenti ma insistono nel ritenersi colpevoli. Ciascuno rivendica la responsabilità della morte di Harry. Il marinaio in pensione parla di una fucilata, la moglie di una bottiglia sbattuta in testa, la zitella del tacco della scarpa. Gli altri esibiscono una totale indifferenza e si offrono per nascondere il cadavere.
- Bene e Male

(Eric Rohmer-Claude Chabrol, Hitchcock, p. 123.)

## Tecnica cinematografica
«Senza dubbio nessuna delle sue opere risulta sobria quanto questa ed è curioso come la scarsità di effetti contrasti con l'abbondanza del film precedente. A dire il vero, gli effetti voluti si riducono ad uno solo ed è per giunta statico: gli enormi piedi e le calze rosse del cadavere inquadrato di scorcio.»

## Curiosità
- Quando il personaggio del Dr. Greenbow arriva sulla collina di notte, ripete: "Love alters not with his brief hours and weeks, / But bears it out even to the edge of doom. / If this be error and upon me proved, / I never writ, nor no man ever loved". È un passaggio tratto dai vv. 11-14 del Sonetto 116 di Shakespeare. Nella versione italiana è stata resa una traduzione in lingua italiana del celeberrimo soliloquio di Amleto che apre la prima scena del terzo atto dell'Amleto di Shakespeare.
- La sequenza grafica dei titoli è realizzata dal fumettista Saul Steinberg.

## Cameo
Come al suo solito, Hitchcock appare in un cameo, nello specifico è un passante che attraversa la scena mentre un facoltoso collezionista di quadri si è fermato con la macchina dinanzi alle opere di Marlowe.

## Distribuzione
La première mondiale si ebbe venerdì 30 settembre 1955 a Barre, la cittadina del Vermont dove era stato girato.

### Date di uscita
Il film uscì nei vari paesi in queste date:
- USA	30 settembre 1955	 (Barre, Vermont) (première)
- USA	3 ottobre 1955
- Brasile	14 novembre 1955
- Giappone	26 febbraio 1956
- Francia	14 marzo 1956
- Portogallo	15 marzo 1956
- Italia	29 marzo 1956
- Norvegia	2 aprile 1956
- Belgio	13 aprile 1956
- Hong Kong	3 maggio 1956
- Finlandia	18 maggio 1956
- Germania Ovest	14 agosto 1956
- Svezia	22 ottobre 1956
- Paesi Bassi	4 gennaio 1957
- Danimarca	11 maggio 1959
- Germania Ovest	2 dicembre 1973	 (prima TV)
- Finlandia	28 marzo 1984	 (riedizione)
- Giappone	26 maggio 1984	 (riedizione)
- Australia	18 ottobre 1984	 (riedizione)
- Germania Est	19 agosto 1989	 (prima TV)
- Germania	13 agosto 1999	 (anteprima video)

Alias:
- The Trouble with Harry 	USA (titolo originale)
- Mais qui a tué Harry?	Belgio (titolo Francese) / Canada (titolo Francese) / Francia
- O Terceiro Tiro	Brasile / Portugal
- ¿Quién mató a Harry?	Argentina (titolo video)
- Bajok Harryvel	Ungheria
- El tercer tiro	Argentina
- Herrie om Harry	Paesi Bassi (titolo informale letterale)
- Hvem har dræbt Harry?	Danimarca
- Immer Ärger mit Harry	Germania Ovest
- La congiura degli innocenti	Italia
- Maar wie heeft Harry gedood?	Belgio (titolo Fiammingo)
- Mutta... kuka murhasi Harryn?	Finlandia
- Nevolje s Harryjem	Croazia (titolo DVD)
- Pero... ¿quién mató a Harry?	Spagna
- Poios skotose ton Harry 	Grecia
- Ugglor i mossen	Svezia

## Riconoscimenti
- Golden Globe 1955
  - Golden Globe per la migliore attrice debuttante a Shirley MacLaine
- Premio BAFTA1957
  - Candidato al miglior film internazionale a Alfred Hitchcock